# Turuptiana perfecta
Turuptiana perfecta är en fjärilsart som beskrevs av Edwards 1884. Turuptiana perfecta ingår i släktet Turuptiana och familjen björnspinnare. Inga underarter finns listade i Catalogue of Life.